# 미얀마 짯

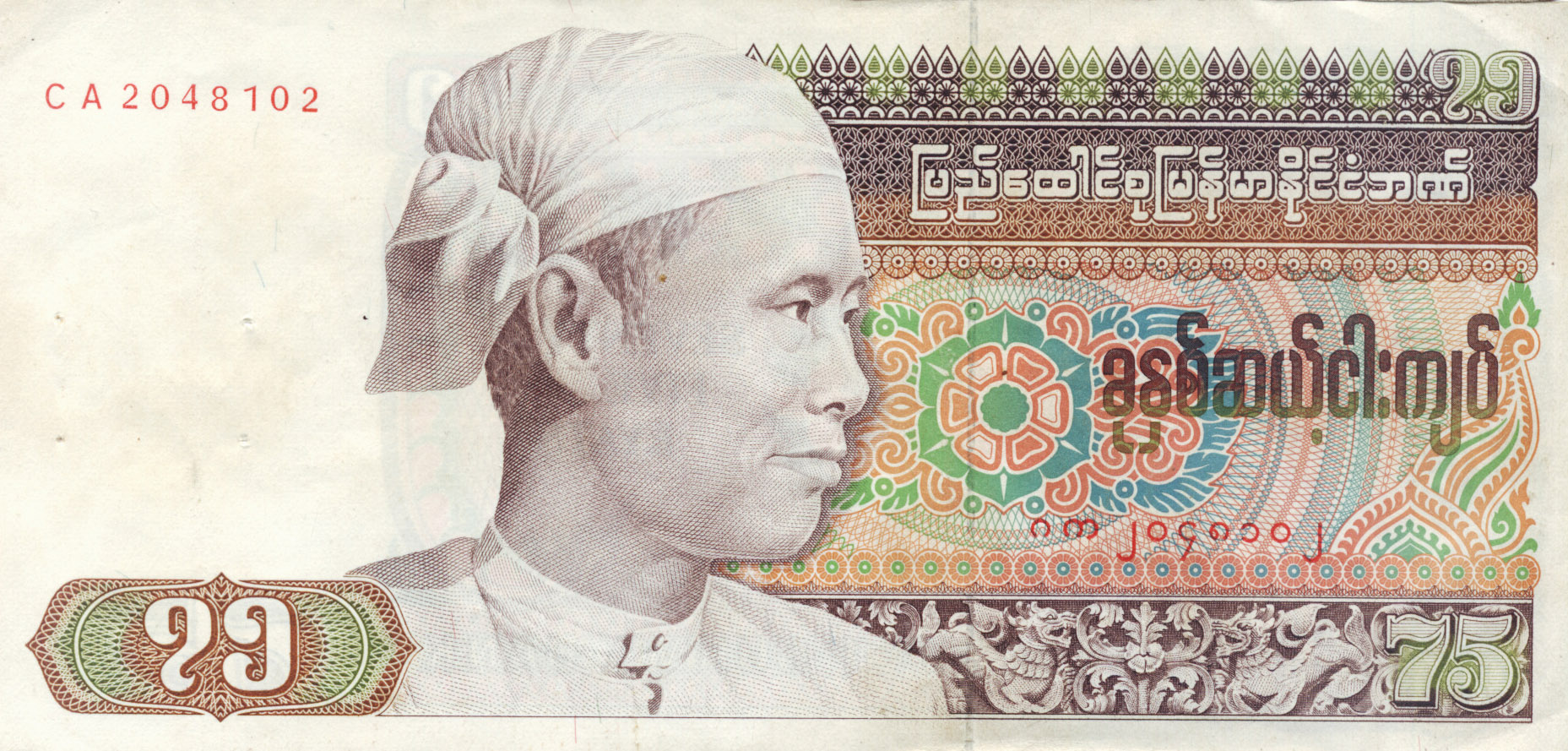

짯(버마어: ကျပ် 짜)은 미얀마의 통화로 1 짯은 100 뺘(버마어: ပြား 뺘)에 해당된다. 1, 5, 10, 25, 50뺘, 1, 5, 10, 50, 100짯 동전과 50뺘, 1, 5, 10, 20, 50, 100, 200, 500, 1,000, 5,000짯 지폐가 통용된다.
대한민국 원과 비교 가치 상 1짯은 0.6원 정도 되며 1 투그릭 당 0.45원 정도 되는 몽골 투그릭보다 약간 가치가 높다.